# Čerkaská oblast
Čerkaská oblast (ukrajinsky Черкаська область / Čerkaska oblasť) je územní celek na střední Ukrajině rozkládající se po obou březích středního toku Dněpru. Sousedí s Kyjevskou oblastí na severu, s Poltavskou oblastí na východě, s Kirovohradskou na jihu a s Vinnyckou na západě. Centrem oblasti jsou Čerkasy (275 000 obyv.). Svou rozlohou (20 900 km²) zaujímá 3,5 % plochy Ukrajiny a řadí se na 18. místo.

## Historie
Čerkaská oblast byla ustavena roku 1954 a je tak nejmladší z 24 ukrajinských oblastí.

## Oblastní symboly

### Vlajka
Vlajka Čerkaské oblasti je tvořena modrým listem o poměru stran 2:3, v jehož středu se nachází oblastní znak. U horního, vlajícího a dolního okraje je žlutý lem. V horní části je, po stranách znaku, žlutý nápis ЧЕРКАССКАЯ ОБЛАСТЬ (Čerkaská oblast).

## Geografie
Větší část oblasti se nachází na pravém břehu Dněpru, má ráz pahorkatiny s nejvyšším bodem 275 m., levobřežní část je rovinatá. U města Čyhyryn se do Dněpru zprava vlévá další větší řeka, Ťasmyn.

## Doprava
Ve městě Smila poblíž Čerkas se kříží hlavní železniční tah Kyjev–Dnipro s tratěmi ve směru Čerkasy a Oděsa. Křižovatkou silniční dopravy je Umaň.

## Obyvatelstvo a města
K 1. lednu 2022 žilo v oblasti 1 159 972 obyvatel. Podle ukrajinského sčítání lidu z roku 2001 žilo na území Čerkaské oblasti kolem 1 301 200 osob.
Oblast se vyznačuje střední mírou urbanizace: v roce 2022 žilo 665,5 tisíc obyvatel čili 57,4 % celkového obyvatelstva ve městech, na venkově žilo 495,2 tisíc lidí (42,76 % všech obyvatel). Kromě Čerkas, Umaně a Smily zde totiž není žádné další město s populací nad 50 000 obyvatel.
Počet obyvatel v oblasti postupně klesá. Tabulka níže představuje populační vývoj oblasti.
| 1990      | 1991      | 1995      | 2000      | 2005      | 2010      | 2015      | 2020      | 2022      |
| --------- | --------- | --------- | --------- | --------- | --------- | --------- | --------- | --------- |
| 1 531 600 | 1 530 900 | 1 517 600 | 1 438 000 | 1 357 100 | 1 295 200 | 1 251 800 | 1 192 100 | 1 160 700 |

Za rok 2021 se narodilo 6 895 živě narozených dětí, zemřelo však 22 951 lidí, z nichž 48 byly děti ve věku do jednoho roku. Na 100 zemřelých připadalo jen 30 živě narozených. Celkový úbytek obyvatel byl 17 522 lidí. Míra kojenecké úmrtnosti tehdy činila 6,96 ‰.
Sčítání v roce 2001 zjistilo nad 90 národností; 93,1 % tvoří Ukrajinci; 5,4 % Rusové; 0,1 % Židé; 0,3 % Bělorusové; 0,1 % Rumuni/Moldavané. Již před 2. světovou válkou měla oblast velmi silnou židovskou komunitu a byla jedním z ohnisek chasidského hnutí.
92,5 % všech obyvatel považovalo ukrajinštinu za rodný jazyk, 6,7 % považovalo za svou mateřštinu ruštinu.
Následující tabulka podává přehled všech měst a větších sídel městského typu (kurzívou).
| Město                | Ukrajinský název       | Ruský název           | Obyvatelé ku 1. 1. 2022 |
| -------------------- | ---------------------- | --------------------- | ----------------------- |
| Čerkasy              | Черкаси                | Черкассы              | 269 836                 |
| Umaň                 | Умань                  | Умань                 | 81 525                  |
| Smila                | Сміла                  | Смела                 | 65 675                  |
| Zolotonoša           | Золотоноша             | Золотоноша            | 27 206                  |
| Kaniv                | Канів                  | Канев                 | 23 172                  |
| Korsuň-Ševčenkivskyj | Корсунь-Шевченківський | Корсунь-Шевченковский | 17 216                  |
| Špola                | Шпола                  | Шпола                 | 16 323                  |
| Zvenyhorodka         | Звенигородка           | Звенигородка          | 16 269                  |
| Vatutine             | Ватутіне               | Ватутино              | 15 763                  |
| Žaškiv               | Жашків                 | Жашков                | 13 242                  |
| Horodyšče            | Городище               | Городище              | 13 062                  |
| Taľne                | Тальне                 | Тальное               | 12 839                  |
| Kam'janka            | Кам'янка               | Каменка               | 10 945                  |
| Chrystynivka         | Христинівка            | Христиновка           | 9 879                   |
| Čyhyryn              | Чигирин                | Чигирин               | 8 539                   |
| Monastyryšče         | Монастирище            | Монастырище           | 8 338                   |
| Maňkivka             | Маньківка              | Маньковка             | 7 440                   |
| Lysjanka             | Лисянка                | Лысянка               | 7 398                   |
| Čornobaj             | Чорнобай               | Чернобай              | 6 878                   |